# Leonardo Henriques da Silva
Leonardo Henriques da Silva (sinh ngày 22 tháng 7 năm 1982) là một cầu thủ bóng đá người Brasil.

## Sự nghiệp câu lạc bộ
Leonardo Henriques da Silva đã từng chơi cho Montedio Yamagata.